# Apogonia waigeana
Apogonia waigeana är en skalbaggsart som beskrevs av Gilbert John Arrow 1941. Apogonia waigeana ingår i släktet Apogonia och familjen Melolonthidae. Inga underarter finns listade i Catalogue of Life.